# Casa de Federico Stückrath
La Casa de Federico Stückrath es un monumento histórico de localizado en la ciudad de Osorno, Región de Los Lagos, Chile. Su data de construcción se remonta al año 1890, y fue realizada por el Federico Stückrath para uso residencial.
Pertenece al conjunto de monumentos nacionales de Chile desde el año 1983 en virtud del D. E. 1630 del 12 de diciembre del mismo año; se encuentra en la categoría «Monumentos Históricos».

## Historia

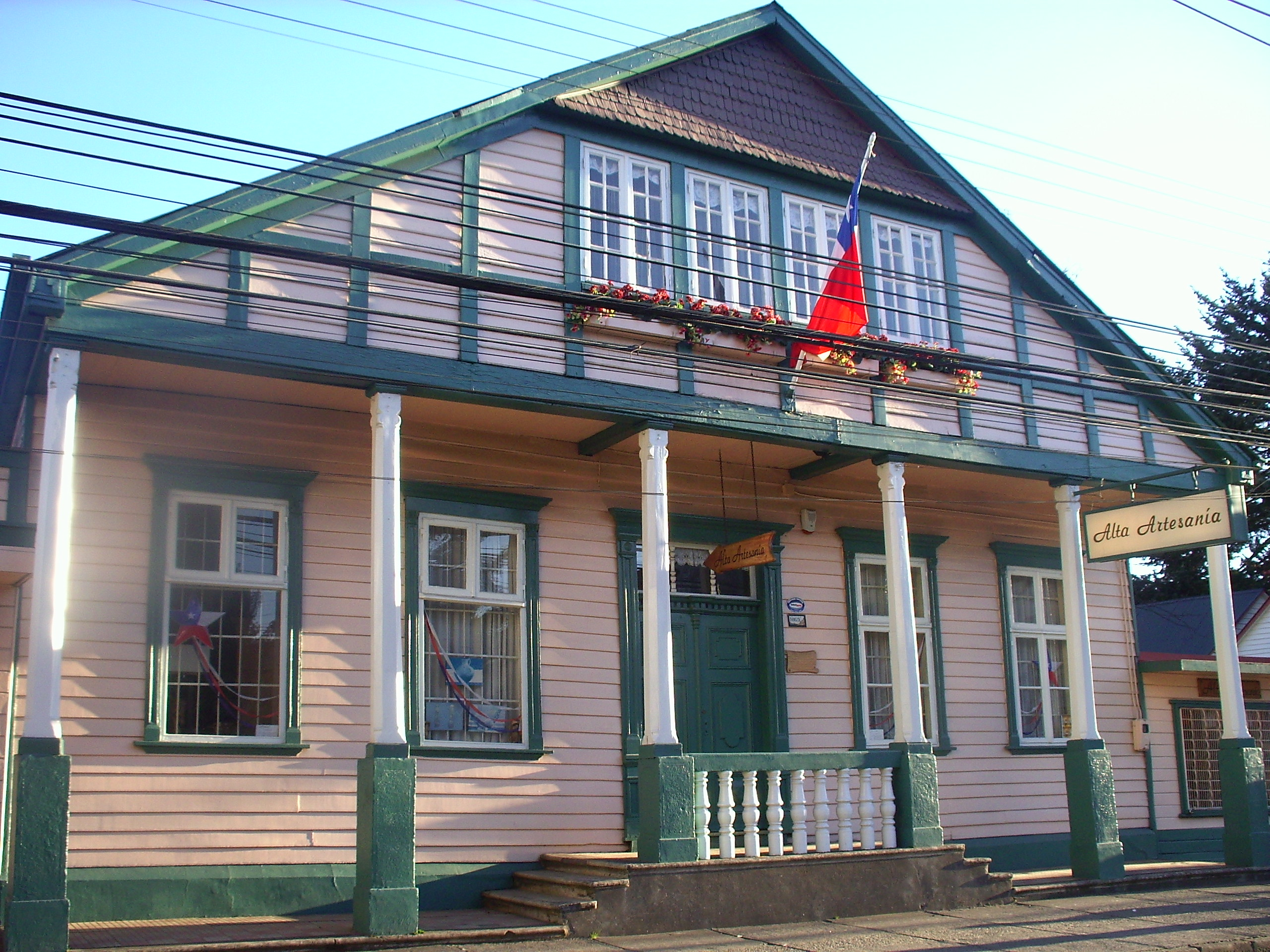
Vista con perspectiva de la Casa de Federico Stückrath.

Por iniciativa del Presidente Manuel Bulnes, en 1845 se promulgó la denominada Ley de Colonización con la que se inicia el proceso de inmigración de colonos de orígenes alemán y austrohúngaro. La implementación y organización estuvo a cargo de Vicente Pérez Rosales, quien lideró el proceso de entrega de tierras, ganado, herramientas, alimentos y materiales a los nuevos habitantes, y comenzó a expandir la región de colonización hacia el sur a la zona en torno al lago Llanquihue. 
En este marco, el gobierno chileno formó el «Territorio de Colonización de Llanquihue» en 1853, que comprendía entre los 40°50' y 41°45' de latitud sur, limitando al norte con la provincia de Valdivia y al sur con la provincia de Chiloé, abarcando el seno de Reloncaví. En 1861, se crea la provincia de Llanquihue, que pasó a incluir el departamento de Osorno que pertenecía a la antigua provincia de Valdivia, zona que también recibió afluencia de colonos; la acción de este grupo de inmigrantes influyó en la economía de las ciudades de la zona de las actuales provincias de Valdivia, La Unión, Osorno y Llanquihue, que se desarrollaron rápidamente, especialmente en cuanto a la ganadería y la industria de cerveza, cecinas y vidrio, con una marcada influencia en su arquitectura, cultura y tradiciones. 
Particularmente en Osorno, parte de tal influencia aún se mantiene en algunos inmuebles patrimoniales desarrollados por los colonizadores alemanes que se encuentran en la antigua calle «Rothen–Burger Strauss» —actual Mackenna—; aquí existen seis edificaciones al estilo casona construidas a fines del siglo XIX y principios del siglo XX, entre los que están la casa Federico Stückrath, una edificación construida principalmente de madera en 1890. Federico la estructuró en dos pisos «con la planta baja de la casa organizada a lo largo de un pasillo central que une los corredores exteriores con sus dos fachadas, lo que servía como lugar de encuentro durante las tardes»; su uso fue residencial, y la ocupó junto a su familia hasta 1929, cuando pasó a arrendarse tras el fallecimiento de sus principales moradores —tanto él como su esposa Caterina Schüler murieron en dicho año—; posteriormente, en 1972, una de sus descendientes la transforma en un espacio para fines comerciales, además de darle un uso como casa-habitación.